# Salacious Gods
Salacious Gods är ett nederländskt black metal-band, bildat 1994. Många av låtarna handlar on babyloniska gudar.

## Medlemmar
Nuvarande medlemmar
- Fjildslach (Roel Schultinge) – trummor (2002– )
- Swerc (Maarten) – gitarr
- Iezelzweard (Nick Brockman) – gitarr
- Gheest (John Venema) – sång
- Nevhelnoaste – basgitarr (1994– )

Tidigare medlemmar
- Grä Gmorg – trummor
- Harfst_ruus (Christian Berends) – gitarr (2002–?)
- Slegtworm – gitarr
- Mats van der Valk – okänd
- Steakelhorn – sång
- Dnaleor Blackheart – keyboard (1996–2001)
- Striid (Marcel de Bruin) – gitarr (2000)

## Diskografi
Demo
- 1998 – The Slumbering Silence
- 2003 – Mutilation

Studioalbum
- 2000 – Askengris
- 2001 – Sunnevot
- 2005 – Piene